# Joel Hoekstra
Joel Hoekstra (13 de diciembre de 1970 en Orland Park, Illinois) es un músico estadounidense, actualmente en la agrupación de hard rock Whitesnake. Sus primeras influencias se basaron en la música clásica, sin embargo, fue el guitarrista de AC/DC, Angus Young, quien lo inspiraría a ser un guitarrista de rock. Hoekstra también toca con Trans-Siberian Orchestra en algunas de sus giras. Otras bandas con las que ha colaborado son Foreigner, Dee Snider, Jeff Scott Soto, Jim Peterik, The Turtles, Big Brother & the Holding Company, entre otras. También ha aparecido en el programa de televisión That Metal Show como músico invitado.

## Night Ranger
En 2008 Hoekstra entró en Night Ranger y estuvo en conjunto con el guitarrista Brad Gillis como parte del dúo de guitarras que conformaba el grupo. Hoekstra salió de tour con Night Ranger y dio contribuciones en numerosos discos con el grupo y apareció en los vídeos de las canciones Growin' Up In California, Knock Knock Never Stop y High Road.

## Whitesnake
En 2014, Hoekstra entró a Whitesnake como su guitarrista en conjunto con Reb Beach. Hoekstra tocó en el nuevo disco The Purple Album, el cual fue una reedición de los clásicos de David Coverdale en su tiempo como vocalista de Deep Purple. Hoekstra apareció en los vídeos de las canciones ''Stormbringer'', ''Gypsy'' y ''Soldier of Fortune'' y estuvo en las respectivas giras del grupo en el ''The Purple Album Tour'' y ''The Greatest Hits Tour''. Actualmente la banda se encuentra grabando un nuevo disco, el cual tiene planeado publicarse a principios del 2019.

## Proyectos Paralelos
En 2015 Frontiers Records publicó el álbum solitario Dying To Live aparte de su proyecto Joel Hoekstra's 13, para obtener reseñas. El album contó con Russell Allen, Vinny Appice, Tony Franklin y Jeff Scott Soto. En 2016, Hoekstra tocó en el disco de Michael Sweet en su disco One Sided War y apareció en el vídeo de la canción ''Radio''.
En 2017, Hoekstra sirvió de consejero en la edición número 20 del Rock N' Roll Fantasy Camp en conjunto con Nancy Wilson, Vinnie Appice, Steven Adler y Gregg Bissonette con demás músicos. Hoekstra además actuó con Brandon Giss (de Devil City Angels) en varias ocasiones y estuvo de guitarrista para Cher durante su concierto en Las Vegas. Hoekstra además actuó en directo con Paul Shortino en su canción ''War Cry'' del disco Sinister.
Hoekstra apareció como guitarrista invitado en dos episodios del That Metal Show en VH1 Classic (25 de enero de 2014, y 14 de marzo de 2015). Además ha actuado en directo y en el estudio con varios artistas, incluyendo entre ellos a Foreigner, Dee Snider, Jeff Scott Soto, Jim Peterik, The Turtles, Big Brother & The Holding Company, y varios más. Hoekstra actuó en 2017 en los Billboard Music Awards como el guitarrista de Cher en las canciones ''Believe'' y ''If I Could Turn Back Time'' como consecuencia Cher recibió el Icon Award.
En octubre de 2018 es lanzado el sencillo "Just Follow your heart" junto al vocalista Ian Ray Logan con Vinny Appice (Dio/Black Sabbath) ; batería y Tony Franklin ; bajo. (The firm/Blue Murder). Hoekstra describió en su sitio a Ian Ray logan como un nuevo gran talento vocal en el mundo del rock, Joel describe y destaca a Ian por su extenso rango vocal, versatilidad y también así sus dotes como compositor y productor. Joel e Ian cosecharon una gran afinidad musical y humana luego de esta gran contribución junto a sus compañeros del proyecto musical "Hoeskstra 13". La canción "Solo sigue tu corazón" fue compuesto y producido por Ian Ray Logan en U.S.A entre junio y octubre del 2018 alcanzando excelente nivel de aceptación en el mundo musical mundial.
Hoekstra ha contribuido a diversos artistas en la Guitar World Magazine y en 2017 Guitar World lanzó un vídeo instruccional en DVD titulado ''Hard Rock Lead Guitar Master Class With Joel Hoekstra''.
Actualmente está tocando para Cher en su disco Here We Go Again para la gira 2018-2019.
Joel Hoekstra en diciembre de 2020 colaboró con el cantante de Hard Rock argentino Ale Caligaris con un arreglo a tres guitarras de la canción "Vení", ésta participación es parte del proyecto denominado "Camino de Sonido" publicado en marzo de 2021 en el sitio web del cantante.
En septiembre de 2023 colaboró junto a Bruce Kulick en "Ciudad Tóxica", sexta canción del álbum Vox Popurrí, Vol. I del músico argentino Darío Imaz, en donde participan también Marty Friedman, Billy Sheehan, Adrián Barilari, y Derek Sherinian, entre más de 40 artistas.
11 de junio de 2024 el proyecto en común entre Joel Hoekstra y el cantante Argentino de Hard Rock Ale Caligaris desembarca en todas las plataformas digitales de música del mundo, el trabajo se anticipó a la prensa de la siguiente forma: Se trata de la canción "Vení" de Ale Caligaris donde Joel Hoekstra ejecuta un arreglo a tres guitarras, otra composición de Ale Caligaris titulada "Te vas y me dejas" con la ejecución de tres guitarras por parte de Joel Hoekstra, el clásico "I dont need a doctor" en castellano con un estribillo en inglés y posiblemente se sume una versión alternativa de "Vení" en inglés.
Cabe aclarar que Joel Hoekstra y Ale Caligaris son acompañados por Fran Homer en bajo y Abel Homer en batería.

11

## Discografía

### Solista
- Undefined (2000)
- The Moon is Falling (2003)
- 13 Acoustic Songs (2007)
- Joel Hoekstra's 13 - Dying To Live (2015)
- Joel Hoekstra's 13 - Running Games (2021)

### Contribuciones
- Night Ranger - Somewhere in California
- Night Ranger - 24 Strings & a Drummer (live & acoustic)
- Night Ranger - High Road
- Jack Blades - Rock 'n Roll Ride
- Jeff Scott Soto - Damage Control
- Trans Siberian Orchestra - Dream of Fireflies (On a Christmas Night)
- Amy Lee - Aftermath
- Whitesnake - The Purple Album
- Ian Ray Logan -Just Follow your heart
- Ale Caligaris- "Vení"
- Darío Imaz - "Ciudad Tóxica" (Feat. Bruce Kulick) (2023)[6]
- Ale Caligaris - "Te vas y me dejas" (junto 2024)
- Ale Caligaris - 'I dont need a doctor" (junio de 2024)